# Episodi de Il trenino Thomas (prima stagione)
La prima stagione de Il trenino Thomas è stata trasmessa in prima visione assoluta nel Regno Unito dal 9 ottobre 1984 all'8 gennaio 1985 sul canale Children's ITV. In Italia è stata trasmessa in prima visione su Playhouse Disney dal dicembre 2003, e su JimJam.
| nº | Titolo originale               | Titolo italiano                | Prima TV UK      |
| -- | ------------------------------ | ------------------------------ | ---------------- |
| 1  | Thomas and Gordon              | Una bella lezione              | 9 ottobre 1984   |
| 2  | Edward and Gordon              | Edward e Gordon                | 9 ottobre 1984   |
| 3  | The Sad Story of Henry         | Paura della pioggia            | 16 ottobre 1984  |
| 4  | Edward, Gordon and Henry       | Libertà ritrovata              | 16 ottobre 1984  |
| 5  | Thomas' Train                  | Il trenino di Thomas           | 23 ottobre 1984  |
| 6  | Thomas and the Trucks          | Un trenino dispettoso          | 23 ottobre 1984  |
| 7  | Thomas and the Breakdown Train | L'incidente                    | 30 ottobre 1984  |
| 8  | James and the Coaches          | Sbagliando si impara           | 30 ottobre 1984  |
| 9  | Troublesome Trucks             | Un treno merci combinaguai     | 6 novembre 1984  |
| 10 | James and the Express          | La rivincita di James          | 6 novembre 1984  |
| 11 | Thomas and the Guard           | Thomas e il capotreno          | 13 novembre 1984 |
| 12 | Thomas Goes Fishing            | I trenini non vanno a pescare! | 13 novembre 1984 |
| 13 | Thomas, Terence & the Snow     | Thomas, Terence e la neve      | 20 novembre 1984 |
| 14 | Thomas & Bertie                | Il trenino e la corriera       | 20 novembre 1984 |
| 15 | Tenders & Turntables           | Locomotive arrabbiate          | 27 novembre 1984 |
| 16 | Trouble in the Shed            | Guai al deposito               | 27 novembre 1984 |
| 17 | Percy Runs Away                | Percy fugge via                | 4 dicembre 1984  |
| 18 | Coal                           | La locomotiva malata           | 4 dicembre 1984  |
| 19 | The Flying Kipper              | Lo scambio ghiacciato          | 11 dicembre 1984 |
| 20 | Whistles and Sneezes           | Fischi e starnuti              | 11 dicembre 1984 |
| 21 | Toby and the Stout Gentleman   | Una strana locomotiva          | 18 dicembre 1984 |
| 22 | Thomas in Trouble              | Thomas nei guai                | 18 dicembre 1984 |
| 23 | Dirty Objects                  | Che sporcizia!                 | 25 dicembre 1984 |
| 24 | Off the Rails                  | La locomotiva brontolona       | 8 gennaio 1985   |
| 25 | Down the Mine                  | La locomotiva sprofondata      | 8 gennaio 1985   |
| 26 | Thomas' Christmas Party        | La festa di Natale di Thomas   | 25 dicembre 1984 |

## Una bella lezione
La piccola locomotiva Thomas vive e lavora nella grande stazione, sull'isola di Sodor. Si diverte a fare i dispetti alle locomotive più grandi, specialmente a Gordon, la locomotiva del treno espresso. Quando Thomas esagera con i dispetti, Gordon decide di fargliela pagare.

## Edward e Gordon
Edward è una locomotiva blu a traffico misto, rimasto nel deposito per molto tempo perché non c'era bisogno di lui. Un giorno, il suo macchinista e il fuochista decidono di fargli fare un giro per rivedere l'isola. Presto, riuscirà a rendersi di nuovo utile quando Gordon rimane bloccato sulla salita di una collina con un treno merci.

## Paura della pioggia
La locomotiva verde Henry è una locomotiva a traffico misto con la paura che la pioggia possa rovinargli la vernice. Un giorno, si mette a piovere e decide di nascondersi in una galleria, rifiutando di uscire. Il capo della ferrovia, Pallone Gonfiato, dopo numerosi tentativi falliti di fare uscire Henry dalla galleria, non ha altra scelta che murarlo nella galleria.

## Libertà ritrovata
Henry è chiuso nella galleria da un po' di tempo e si pente di essere stato così testardo. Un giorno, Gordon va troppo veloce con l'espresso e gli scoppia la valvola di sicurezza. Edward viene chiamato per soccorrerlo, ma per spingere il treno espresso serve anche Henry.

## Il trenino di Thomas
Thomas è stanco di dover sempre smistare carri o carrozze per le locomotive più grandi, e desidera che anche lui potrà trainare un treno passeggeri. Un giorno, Henry è malato, e non può trainare il suo treno passeggeri. Perciò, Thomas riesce a diventare il sostituto di Henry ma, per la fretta e l'emozione, parte dalla stazione prima di essere agganciato alle carrozze.

## Un trenino dispettoso
Thomas è stanco di smistare i carri nella grande stazione, lui vorrebbe vedere il mondo. Una sera, Edward dice a Thomas che può prendere il suo treno merci, così potrà vedere nuove parti dell'isola ed Edward smisterà le carrozze al posto suo. Thomas accetta, però non ascolta il consiglio di Edward. Sulla cima della collina di Gordon, Thomas inizia a frenare per la discesa, ma i vagoni dispettosi lo spingono giù dalla collina, dove si fermerà in un binario di servizio.

## L'incidente
Una locomotiva rossa di nome James sfreccia sulla linea principale perché il suo treno merci l'ha mandato fuori controllo, e i suoi freni di legno si sono incendiati. Thomas vede l'accaduto dallo scalo merci, e decide di andare in suo soccorso. Sfortunatamente, James deraglia ad una curva, e Thomas aiuta James e i vagoni a rimettersi sulle rotaie. Perciò, per ricompensare Thomas per le sue buone azioni, Pallone Gonfiato gli dà una linea secondaria e delle carrozze di nome Annie e Clarabel.

## Sbagliando si impara
James si sta iniziando ad abituare alla sua nuova vita sull'isola di Sodor, ma ha ancora molto da imparare. Difatti, compie ancora pasticci, i quali bagnare con il vapore il nuovo cappello di Pallone Gonfiato e rompere il freno di una carrozza, che viene riparato con un giornale e un laccio di cuoio. James, visto che sa di trovarsi nei guai con Pallone Gonfiato, si assicura di non urtare mai più delle carrozze.

## Un treno merci combinaguai
James viene lasciato al deposito di Tidmouth visti i guai che ha combinato, ma presto viene chiamato a trainare un treno merci. James è molto felice di ciò, anche se le altre locomotive lo scherzano ancora per il suo incidente. I vagoni cercano di ostacolare James durante il percorso verso la stazione, ma lui non si arrende e arriva in stazione in tempo.

## La rivincita di James
Un giorno, mentre trainava il treno espresso, Gordon sbaglia linea e torna alla grande stazione, ironicamente dopo aver detto a James che lui non aveva mai perso la strada. Perciò, James viene chiamato per portare l'espresso. Arrivati a destinazione, Pallone Gonfiato fa i complimenti a James e gli dice che può trainare il treno espresso anche altre volte.

## Thomas e il capotreno
Thomas è molto bravo con il suo nuovo lavoro sulla sua nuova linea secondaria. Ma un giorno, impaziente di aspettare Henry, parte dalla stazione, lasciando il capotreno sulla banchina.

## I trenini non vanno a pescare!
Thomas vede la gente pescare al fiume, e anche lui vorrebbe provare, ma tutti gli dicono che i treni non vanno a pescare. Il giorno dopo, Thomas deve rifornirsi di acqua, ma la torre dell'acqua è fuori servizio. Perciò, il suo macchinista riempie il serbatoio di Thomas con l'acqua del fiume. Successivamente, Thomas si sente male e il macchinista e il fuochista controllano nel suo serbatoio, e vedono un pesce nuotare nell'acqua.

## Thomas, Terence e la neve
Thomas incontra Terence, un trattore cingolato arancione, e lo prende in giro per i suoi cingoli. Presto la situazione si ribalterà, perché Thomas rifiuta di mettere lo spazzaneve, per poi rimanere bloccato in un cumulo di neve fuori da una galleria. Però, Terence verrà a salvare Thomas, che si scuserà con il trattore.

## Il trenino e la corriera
Thomas incontra la corriera Bertie, che gli ricorda che ha salvato i suoi passeggeri quando è rimasto bloccato in un cumulo di neve. Thomas si innervosisce. Bertie gli propone di gareggiare; questa sarà la prima delle tante gare che faranno insieme.

## Locomotive arrabbiate
Siccome ora Thomas lavora sulla sua linea secondaria, Henry, James e Gordon devono smistarsi le carrozze da soli, il che li fa arrabbiare. Perciò, dopo degli equivoci con la piattaforma girevole, le tre locomotive ne hanno abbastanza e fanno sciopero.

## Guai al deposito
Pallone Gonfiato viene a sapere dello sciopero, e manda Edward al deposito per fare uscire Gordon, James e Henry. Quando però vede che Edward non viene ascoltato e che le tre locomotive continuano a protestare, Pallone Gonfiato decide di acquistare una nuova locomotiva che smisti le carrozze per le locomotive, cioè Percy. Quindi, egli lascia le tre locomotive scioperanti nel deposito ed Edward, Thomas e Percy devono gestire la linea principale.

## Percy fugge via
Pallone Gonfiato permette ad Henry, Gordon e James di uscire e tornare al loro lavoro, e fa riposare Edward, Thomas e Percy. Percy è una locomotiva sfacciata, e si dimentica il consiglio di Edward riguardo agli incroci. Quando Percy si ritrova Gordon di fronte a un incrocio, si spaventa e indietreggia, senza che il suo equipaggio fosse in cabina, ma fortunatamente rimane bloccato in un cumulo di terra. Gordon si complimenta con lui per aver evitato un incidente.

## La locomotiva malata
Henry è malato da un po' di tempo e Pallone Gonfiato è preoccupato per lui. Si scopre che il carbone dell'isola non riesce a bruciare nella piccola caldaia di Henry, e che gli serve del carbone gallese speciale. Usando il carbone speciale, le prestazioni di Henry aumentano drasticamente.

## Lo scambio ghiacciato

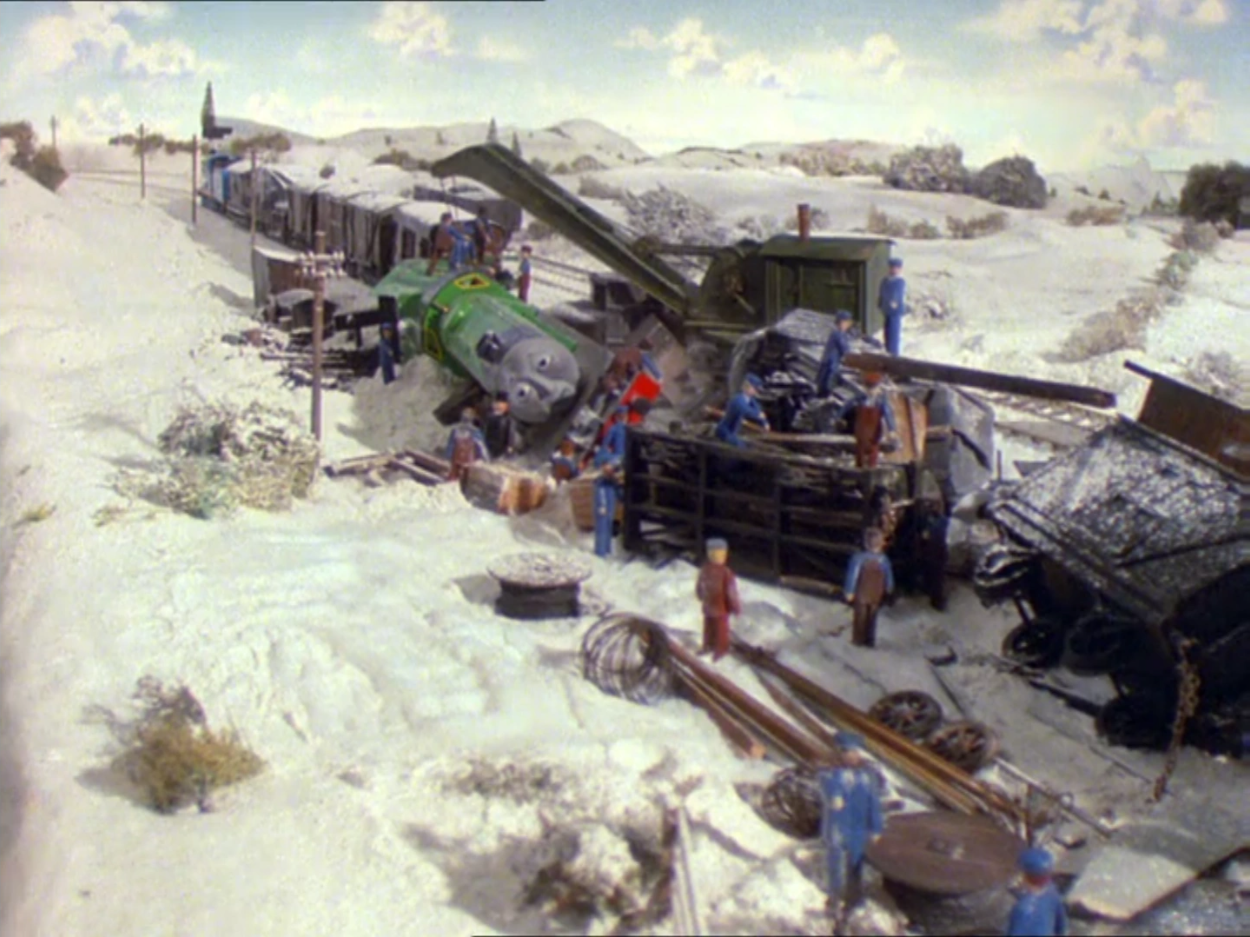
L'incidente di Henry

Henry traina un treno mattiniero del pesce, noto come "l'Aringa Volante". Tutto va bene, fino a quando uno scambio rimane ghiacciato e la neve spinge il segnale all'ingiù, perciò è come se non ci fosse alcun pericolo. Perciò, Henry finisce in un binario di servizio e si scontra con un altro treno merci. Pallone Gonfiato manda Henry a Crewe, per venire aggiustato, farsi cambiare la caldaia con una più grossa permettendogli di tornare ad utilizzare del carbone normale.

## Fischi e starnuti
Gordon è geloso di Henry e della sua nuova caldaia, e si inizia a lamentarsi, dicendo che lui fischia troppo forte. Ironicamente, il fischio di Gordon si inceppa e non riesce a smetterla di fischiare. Il giorno dopo, dei ragazzini tirano dei sassi a Henry ed alle carrozze dell'espresso. Il macchinista e il fuochista di Henry decidono di fargliela pagare ai ragazzini facendogli starnutire Henry addosso.

## Una strana locomotiva
Toby è un tram a vapore che lavora in una tranvia dell'Anglia orientale con la sua carrozza Henrietta. Tutti i giorni che passano, si ritrova a trainare sempre meno vagoni. Un giorno fa conoscenza di Pallone Gonfiato e della sua famiglia, che era in vacanza e voleva fare un giro. La nipote di Pallone Gonfiato, Bridget, prende Toby per un tram elettrico; questo lo offende. Giorni dopo, la linea di Toby deve chiudere ma riceve una lettera da un misterioso signore.

## Thomas nei guai
Thomas si mette nei guai quando un poliziotto lo multa per non avere dei cacciapietre. Quando Pallone Gonfiato sente questa storia, decide di comprare Toby e Henrietta.

## Che sporcizia!
Toby e Henrietta sono appena arrivati sull'isola di Sodor, e James dice che sono sporchissimi, perché sono antiquati e gli serve una nuova mano di vernice. Più tardi, i vagoni lo spingono giù dalla collina di Gordon e James perde il controllo, finendo per andare addosso a un convoglio di carri di catrame. James è più sporco che danneggiato, e quando Toby e Percy lo vengono a soccorrere, Toby dice che ora è lui quello sporco.

## La locomotiva brontolona
Una mattina, Gordon è molto scontroso. Percy e Henry lo scherzano, e si rifiuta di trainare un treno merci. Il suo piano di inceppare la piattaforma girevole fallisce quando finisce in uno stagno. Quando Pallone Gonfiato scopre dell'accaduto, decide di lasciare Gordon nello stagno fino a sera. Quella sera, Gordon viene tirato fuori dallo stagno da James e Henry, ma è miserabile e umiliato dalle sue azioni.

## La locomotiva sprofondata
Dopo il suo incidente nello stagno, Gordon è costretto tirare treni merci. Thomas lo prende in giro, con grande costernazione di Annie e Clarabel, ma mentre smista i carri alla miniera, finisce in una buca dopo aver ignorato un segnale di pericolo.

## La festa di Natale di Thomas
Sull'isola di Sodor è Natale, e le locomotive si preparano ai festeggiamenti. Thomas, siccome si ricorda di ciò che le aveva fatto la signora Kyndley il Natale precedente, cioè averlo salvato da una frana, vuole ringraziarla. Ma la casa della signora Kyndley rimane bloccata dalla neve, e Thomas e Toby vanno a salvarla. Dopo il salvataggio, Thomas e Toby portano la signora Kyndley al deposito di Tidmouth e loro e le altre locomotive festeggiano insieme il Natale.

## Distribuzione home video
La stagione venne distribuita via home video in Italia dalla AVO Film Edizioni in 4 DVD rilasciati tutti il 19 settembre 2007. I DVD sono:
- Un trenino dispettoso
- Un treno merci combinaguai
- Guai al deposito
- La locomotiva brontolona

### Fonti
1. ↑  (EN) HIT Entertainment Seals International Deals, su Animation World Network. URL consultato l'8 gennaio 2025.